# Polystichum brassii
Polystichum brassii är en träjonväxtart som beskrevs av Edwin Bingham Copeland. Polystichum brassii ingår i släktet Polystichum och familjen Dryopteridaceae. Inga underarter finns listade.